# 稲村順三
稲村 順三（いなむら じゅんぞう、1900年9月30日 - 1955年2月21日）は、日本の農民運動家・政治家。衆議院議員(5期)。本名は「稲村 順蔵」、ペンネームは「村上 進」。

## 来歴・人物
新潟県三条市出身。稲村道三郎の二男として生まれた。北海道帝国大学予科から東京帝国大学へ入学するが、兄・稲村隆一の影響を受け農民運動に関わるようになり大学を中退。1926年に労働農民党に入党し、雑誌「マルクス主義」の編集者。無産大衆党書記や社会大衆党書記を務め、1927年『労農』同人。
1928年に日本大衆党に参加するが翌1929年5月21日に除名処分を受ける。
1932年には秋田、新潟の農民運動に参加するも、1937年人民戦線事件で検挙され、釈放の後に帝国農業会嘱託や中央農会副参事として勤務する。
戦後、日本社会党に参加。1946年の第22回衆議院議員総選挙で郷里・新潟県から立候補し当選、5期務めた。この間1949年に「階級政党」と党の性格を位置づける運動方針案を提出、森戸辰男と論争を巻き起こす（森戸・稲村論争）。1951年に社会主義協会結成に参加、直後に社会党が左右に分裂すると向坂逸郎・伊藤好道と共に左派社会党綱領策定に当たり、組織部長を務めた。1953年左派社会党大会で綱領起草委員長。この他、党農民部長、党中央執行委員、衆議院内閣委員長も務める。第27回衆議院議員総選挙の最中だった1955年2月21日に54歳で急死、6日後を投票日に控える中で急遽兄・隆一が補充立候補し4期務めた。
長男の稲村稔夫も三条市長・社会党参議院議員を務めた。

## 著書
- 『轉換期の食糧問題』（東洋経済新報社, 1940年）
- 『農民運動論』（大森真一郎・岡田宗司との共著, 三元社, 1949年）

この他、共産主義に関する翻訳書も多い